# Saint-Jeure-d’Ay
Saint-Jeure-d’Ay ist eine französische Gemeinde mit 497 Einwohnern (Stand: 1. Januar 2022) im Département Ardèche in der Region Auvergne-Rhône-Alpes. Saint-Romain-d’Ay gehört zum Arrondissement Tournon-sur-Rhône und zum Kanton Haut-Vivarais. Die Bewohner werden Saintjeurois(es) genannt.

## Geografie
Saint-Jeure-d’Ay liegt etwa 40 Kilometer südsüdöstlich von Saint-Étienne. Der Fluss Ay bildet teilweise die nördliche Gemeindegrenze, im Süden verläuft das Flüsschen Ozon und bildet dort den Stausee Lac des Meinettes.  Umgeben wird Saint-Jeure-d’Ay von den Nachbargemeinden Saint-Romain-d’Ay im Nordwesten und Norden, Eclassan im Nordosten und Osten, Cheminas im Osten und Südosten, Saint-Victor im Süden sowie Préaux im Westen.

## Bevölkerungsentwicklung
| Jahr                       | 1962 | 1968 | 1975 | 1982 | 1990 | 1999 | 2006 | 2019 |
| Einwohner                  | 300  | 299  | 304  | 349  | 370  | 380  | 430  | 486  |
| Quellen: Cassini und INSEE |      |      |      |      |      |      |      |      |

## Sehenswürdigkeiten

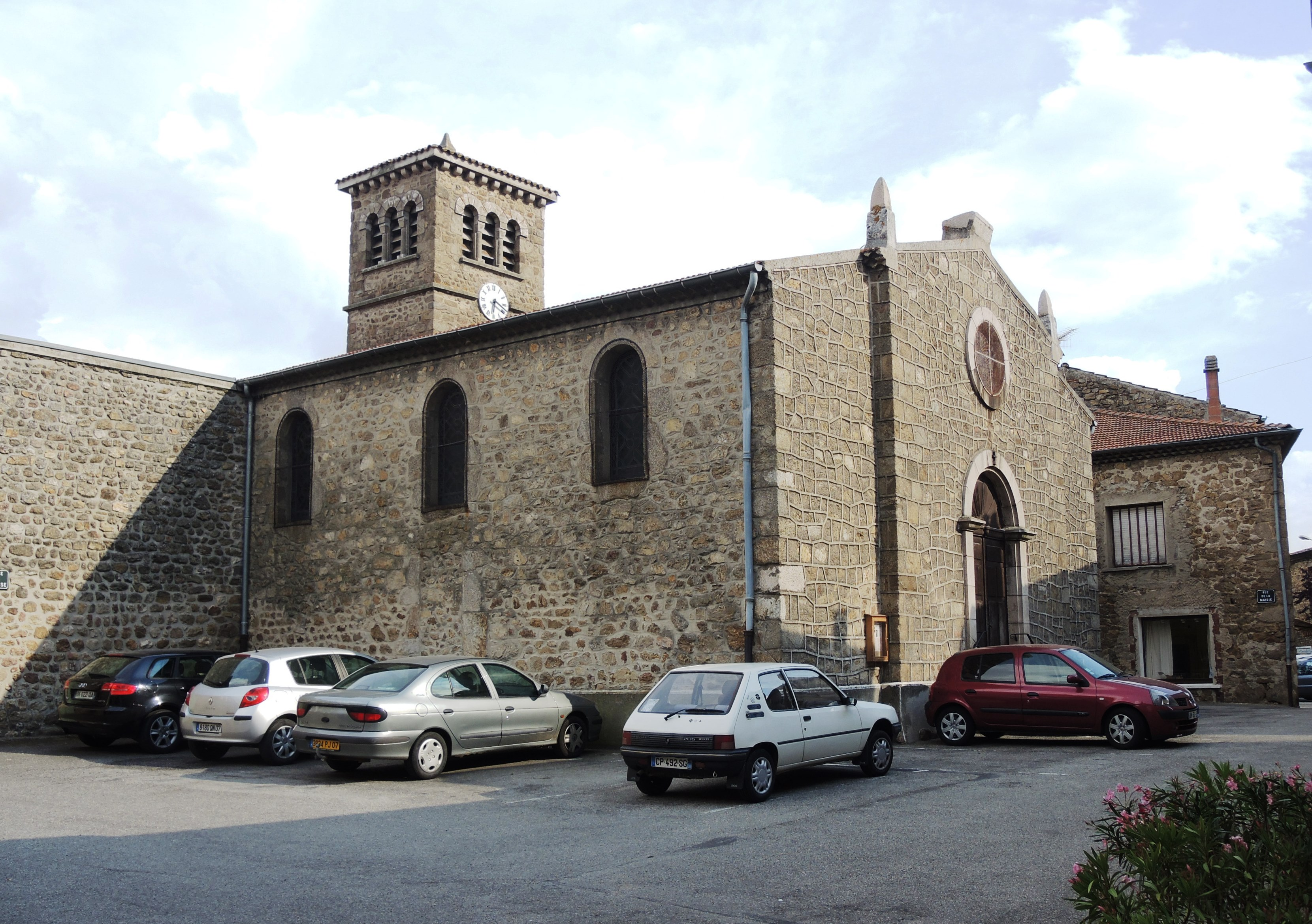
Kirche Saint-Georges

- Kirche Saint-Georges